# هرویه میلیچویچ
هرویه میلیچویچ (انگلیسی: Hrvoje Miličević؛ زادهٔ ۳۰ آوریل ۱۹۹۳) بازیکن فوتبال اهل کرواسی است.
از باشگاه‌هایی که در آن بازی کرده‌است می‌توان به باشگاه فوتبال آاک لارناکا و باشگاه فوتبال دلفینو پسکارا اشاره کرد.
وی همچنین در تیم‌های ملی فوتبال زیر ۲۰ سال کرواسی، زیر ۲۱ سال کرواسی و بزرگسالان بوسنی و هرزگوین بازی کرده‌است.